# حي قاسم عبد الله (أبين)
حي قاسم عبد الله هو أحد أحياء مدينة جعار في محافظة أبين اليمنية. بلغ تعداد سكانه 5659 نسمة حسب التعداد السكاني في اليمن لعام 2004.